# Wszystkie narkotyki świata
Wszystkie narkotyki świata – dziesiąty album studyjny zespołu Myslovitz, wydany 3 marca 2023.
Album ten jest pierwszym albumem nagranym z wokalistą Mateuszem Parzymięso. Płyta zawiera 12 kompozycji. Album promowały trzy single: „Miłość”, „Pakman” i „19”. W roku 2023 zespół ogłosił trasę koncertową z okazji 30-lecia działalności zespołu oraz wydania albumu.

## Lista utworów
Źródło.
1. „Wszystkie narkotyki świata” − 4:13
2. „Miłość” − 3:19
3. „Pakman” − 3:52
4. „Król wzgórza” − 3:41
5. „Przypadkiem” − 4:03
6. „Latawce” − 3:19
7. „Inny” − 3:17
8. „Zdążyć przed wschodem słońca” − 3:54
9. „19” − 3:31
10. „Powoli” − 5:29
11. „Dziewczyna z wiersza Lennona” − 7:36
12. „Kosmita” − 5:22

## Twórcy
- Jacek Kuderski - gitara basowa, wokal wspomagający, theremin
- Przemysław Myszor - gitara, programowanie, melotron, Rhodes, syntezator, sampling, Omnichord, pianino, gitara akustyczna, wokal wspomagający, Farfisa, theremin
- Wojciech Powaga-Grabowski - gitara, wokal wspomagający
- Wojciech Kuderski -  perkusja, instrumenty perkusyjne, wokal wspomagający
- Mateusz Parzymięso - wokal, gitara, saksofon, syntezator, oscylator, programowanie
- Aleksander Kaczmarek - produkcja, inżynier nagraniowy, gitara, wokal wspomagający, programowanie
- Piotr Witkowski - inżynier masteringu
- Myslovitz - produkcja